# Elin Loos
Elin Loos is een Belgisch korfbalster.

## Levensloop
Loos in actief bij Voorwaarts.
In het beachkorfbal behaalde ze met het Belgisch nationaal team brons op het wereldkampioenschap van 2022.